# Христо Черняев
Христо Черняев е български поет, публицист и писател.

## Биография
Завършва Школата за запасни офицери във Велико Търново, след което в продължение на 10 години е офицер. Работи също така като военен кореспондент, редактор на вестник „Народна армия“ и отговорен редактор на редакция „Българска литература“ в Националното радио. Член е на СБП и СБЖ.
Започва да публикува поезия през 1945 година. Издал е над 30 книги. Превеждан е на няколко езика, между които украински, руски, английски, френски, испански, арабски и хинди.

## По-известни книги
- „Животът, който не умира“
- „Сребърни зарани“
- „Далечни гари“
- „Старопланински дни“
- „Пясъчен пръстен“
- „Гладни стихове“
- „Крайбрежие“
- „Огнище“
- „По чукари и пътеки“
- „Апостоли на българския дух“